# Bastarnen
Die Bastarnen oder Bastarner waren ein indoeuropäischer Volksstamm im Südosten Europas. Die genaue Zuordnung ist nicht vollständig geklärt, überwiegend werden sie jedoch den Germanen, insbesondere deren ostgermanischen Stämmen, zugerechnet.
Polybios berichtet von Kämpfen der Bastarnen und Skiren gegen die Römer im 3. Jahrhundert v. Chr. Um 230 v. Chr. belagerten die Bastarnen mit den germanischen Skiren die Stadt Olbia am Schwarzen Meer; um 180 v. Chr. traten sie an der Unterdonau auf und wenig später kämpften sie als Söldner von Philipp V. und seinem Sohn Perseus gegen Rom. Erwähnt wird ein Anführer namens Clondicus, der mit 30.000 Mann für Philipp V. und im Jahre 168 v. Chr. mit 20.000 Mann für Perseus kämpfte. Im Jahr 29 v. Chr. führte Marcus Licinius Crassus, römischer Prokonsul von Makedonien, einen Feldzug gegen die Bastarnen. Er konnte dabei den König der Bastarnen eigenhändig töten und ihm die Rüstung abnehmen. Seinen Anspruch, beim Triumph, den er am 4. Juli 27 v. Chr. feierte, die Rüstung als Spolia opima zu weihen, wies der princeps Augustus allerdings zurück. In seinem späteren Tatenbericht rühmte sich Augustus, dass die Bastarnen und Skythen um ein freundschaftliches Verhältnis zu Rom gebeten hätten: nostram amicitiam petierunt per legatos Bastarnae Scythaeque.
Die Wohnsitze der Bastarnen erstreckten sich damals von der Ostseite der Karpaten bis zu den Donaumündungen, sie werden als Nachbarn der Daker bezeichnet. Die Geten waren nach Mehrheitsmeinung der Forschung nicht mit ihnen identisch, sondern mit den Dakern oder bildeten eine ostdakische Stammesgruppe. Vermutlich kam es erst in der Nähe der Karpaten zur Ethnogenese der Bastarnen, also zur Bildung des Stammesverbandes. Das Siedlungsgebiet der Bastarnen wird mit ziemlicher Sicherheit mit der archäologischen Poienești-Lukaševka-Kultur identifiziert. Siedlungen dieser Kultur aus dem 2. und 1. Jahrhundert v. Chr. im Osten des heutigen Rumäniens und in Moldawien werden den Bastarnen zugeschrieben. Das dortige Fundgut weist vielleicht auf elbgermanische Wurzeln der Bastarnen, es gibt aber auch Einflüsse der keltischen Latènekultur.
Tacitus nannte sie in seinem Werk Germania nach einem ihrer Teilstämme Peukiner und verglich sie in Sprache, Lebensweise, Siedlungsart und Hausbau mit den Germanen. Er lokalisierte sie in den Karpaten. In den Markomannenkriegen gegen germanische, thrakische und sarmatische Stämme ging Mark Aurel auch gegen Bastarnen und Peukiner vor.
Später traten sie gemeinsam mit den Goten an der Donaumündung auf und setzten 280/295 auf römisches Gebiet über. Um 280 wies Kaiser Probus den Bastarnen in Thrakien Land zu. Südlich der Donau lassen sie sich bis 391 nachweisen; die letzten Spuren verschwanden im 6. Jahrhundert mit dem Kastell Basternai (Castell in Moesia inferior landeinwärts von Odessos, heute Warna).
Durch ihre isolierte Lage bildeten die Bastarnen über fünf Jahrhunderte hinweg eine ethnisch verhältnismäßig konstante Gruppe. Erst die von Osten anrückenden Sarmaten und der Einfall der Goten brachten sie in Bedrängnis. Sie wurden auf römisches Reichsgebiet umgesiedelt und später assimiliert.